# Nausnitz
Nausnitz est une commune allemande de l'arrondissement de Saale-Holzland, Land de Thuringe.

## Géographie
|  | Graitschen bei Bürgel | Poxdorf |
|  | Nausnitz              |         |
|  | Bürgel                |         |

## Histoire
Nausnitz est mentionné pour la première fois en 1358. Le village appartient alors à l'abbaye de Bürgel.

## Source de la traduction
- (de) Cet article est partiellement ou en totalité issu de l’article de Wikipédia en allemand intitulé « Nausnitz » (voir la liste des auteurs).